# 蘇原吉新町
蘇原吉新町（そはらきちしんちょう）は、岐阜県各務原市の地名。現行行政町名は蘇原吉新町一丁目から三丁目。

## 地理
各務原市の蘇原地区に属する。
町域の東部は蘇原青雲町、西部と北部は蘇原申子町、南部は蘇原希望町、蘇原沢上町、蘇原村雨町に接する。
地名は1875年（明治8年）まで存在した吉兵衛新田に因む。
道路
- いちょう通り

## 歴史
明和2年（1765年）、佐々木吉兵衛によりこの地域の新田開発が行われ、吉兵衛新田が出来る。前野村の枝村であった。
1875年（明治8年）、伊吹村、飛鳥村、島崎村、吉兵衛新田が合併し、伊飛島村が発足し、伊飛島村大字吉兵衛新田となる。1897年（明治30年）、伊飛島村、三柿野村、和合村、大宮村、古市場村、持田村が合併し蘇原村が発足すると蘇原村大字吉兵衛新田となる。1943年（昭和18年）蘇原村が町制施行し蘇原町となると、蘇原町大字吉兵衛新田となる。
1963年（昭和38年）4月1日、蘇原町、那加町、鵜沼町、稲羽町が合併し各務原市が発足すると、蘇原吉新町に改称する
1968年（昭和43年）8月31日、蘇原吉新町一丁目から三丁目が成立。

## 世帯数と人口
2024年（令和6年）10月1日現在の世帯数と人口は以下の通りである
| 丁目             | 世帯数  | 人口  |
| ---------------- | ------- | ----- |
| 蘇原吉新町一丁目 | 75世帯  | 166人 |
| 蘇原吉新町二丁目 | 89世帯  | 206人 |
| 蘇原吉新町三丁目 | 42世帯  | 93人  |
| 計               | 206世帯 | 465人 |

## 小・中学校の学区
市立小・中学校に通う場合、学区は以下の通りとなる。
| 番・番地等 | 小学校                   | 中学校               |
| ---------- | ------------------------ | -------------------- |
| 全域       | 各務原市立蘇原第二小学校 | 各務原市立蘇原中学校 |

## 主な施設
- 蘇原福祉センター
- 吉新公園
- 進禄寺
- 稲荷大明神